# 괴정동 (대전)
괴정동(槐亭洞)은 대전광역시 서구 남부에 있는 행정동 및 법정동이다. 서구의 동남부에 위치한 행정동으로, 동쪽은 서구 탄방동과 용문동, 서쪽은 갈마동, 남쪽은 가장동과 내동, 북쪽은 둔산동과 경계하고 있다. 최근 원룸, 투룸의 급격한 증가와 함께 단독주택 밀집으로 전형적인 주거중심 지역으로 보수성향이 강하며, 롯데백화점과 한민전통시장이 병존하고 있다. 다양한 계층의 주민들이 거주하는 서구의 중심지역으로 둔산 지역과 인접한 교통의 요충지이기도 하다.

## 지명
"괴정동"이라는 동명칭은 1914년 일제가 현재의 가장동과 분리하면서 괴정동이라 이름붙인 동이다. 그것은 옛날 이곳의 중심마을인 가장골에 수량이 풍부하고 물맛이 좋은 샘이 있었고 그 옆에 정자처럼 잘자란 괴목나무가 서 있었기 때문에 괴목나무 괴, 정자 정자를 따서 ‘괴정’(槐亭)이라는 동명으로 붙인 것이다. 배우니, 응기리, 지치울 등의 이름으로 불리기도 한다.

## 연혁
- 1935년 대전부 대덕군 유천면 괴정리
- 1963년 충청남도 대전시 괴정동
- 1977년 충청남도 대전시 중구 괴정동
- 1988년 충청남도 대전시 서구 괴정동
- 1989년 대전직할시 서구 괴정동
- 1995년 대전광역시 서구 괴정동

## 교육
- 백운초등학교
- 대전괴정중학교
- 대전서중학교
- 대전예지중고등학교
- 대전괴정고등학교

## 쇼핑
- 롯데백화점
  - 롯데시네마 대전
  - 성심당 (1층)
- 한민시장

## 아파트
| 단지명                | 건설사       | 시행사             | 주소 | 입주               | 비고                     |
| --------------------- | ------------ | ------------------ | ---- | ------------------ | ------------------------ |
| 둔산 엘리프 더 센트럴 | 계룡건설산업 | ㈜케이티에스테이트 |      | 2027년 10월 (예정) | KT인재개발원 부지 재개발 |

## 대기업 본사
- KTcs 본사
- KT인재개발원